# Excuse My Dust (1920)
Excuse My Dust é um filme mudo estadunidense, do gênero comédia dramática, dirigido por Sam Wood e lançado em 1920.